# Anemesia tubifex
Anemesia tubifex là một loài nhện trong họ Cyrtaucheniidae. Loài này phân bố ờ Afghanistan.